# Abel Martínez
Abel Martínez Ayón (n. 15 de abril de 1977 en Los Mochis, Sinaloa, México) es un beisbolista profesional mexicano del club Mayos de Navojoa, en la Liga Mexicana del Pacífico y Olmecas de Tabasco en la Liga Mexicana de Béisbol. Empezó su carrera con Langosteros de Quintana Roo como novato a los 19 años como Tercera base.
Medalla de Bronce en los XX Juegos Deportivos Centro Americanos y del Caribe 
Mundial de Béisbol. 
- Posición: Segunda base.
- Número:43.